# 1969
- Wikisource

| Calendário gregoriano                                                        | 1969 MCMLXIX                         |
| Ab urbe condita                                                              | 2722                                 |
| Calendário arménio                                                           | 1418 – 1419                          |
| Calendário bahá'í                                                            | 125 – 126                            |
| Calendário budista                                                           | 2513                                 |
| Calendário chinês                                                            | 4665 – 4666 Início a 17 de fevereiro |
| Calendário copta                                                             | 1685 – 1686                          |
| Calendário etíope                                                            | 1961 – 1962                          |
| Calendários hindus - Vikram Samvat - Calendário nacional indiano - Cáli Iuga | 2024 – 2025 1890 – 1891 5069 – 5070  |
| Calendário Holoceno                                                          | 11969                                |
| Calendário islâmico                                                          | 1389 – 1390                          |
| Calendário judaico                                                           | 5729 – 5730 Início a 13 de setembro  |
| Calendário persa                                                             | 1347 – 1348 Início a 21 de março     |
| Calendário rúnico                                                            | 2219                                 |
| Calendário solar tailandês                                                   | 2512                                 |

1969 (MCMLXIX, na numeração romana) foi um ano comum do século XX que começou numa quarta-feira, segundo o calendário gregoriano. A sua letra dominical foi E. A terça-feira de Carnaval ocorreu a 18 de fevereiro e o domingo de Páscoa a 6 de abril. Segundo o horóscopo chinês, foi o ano do Galo, começando a 17 de fevereiro.

| Evento                                                   | Data            | Hora  |
| -------------------------------------------------------- | --------------- | ----- |
| Aquário                                                  | 20 de janeiro   | 05:39 |
| Peixes                                                   | 18 de fevereiro | 19:55 |
| primavera no hemisfério norte e outono no hemisfério sul |                 |       |
| Carneiro/equinócio                                       | 20 de março     | 19:09 |
| Touro                                                    | 20 de abril     | 06:27 |
| Gémeos                                                   | 21 de maio      | 05:50 |
| verão no hemisfério norte e inverno no hemisfério Sul    |                 |       |
| Caranguejo/solstício                                     | 21 de junho     | 13:56 |
| Leão                                                     | 23 de julho     | 00:49 |
| Virgem                                                   | 23 de agosto    | 07:44 |
| Outono no Hemisfério Norte e Primavera no Hemisfério Sul |                 |       |
| Balança/equinócio                                        | 23 de setembro  | 05:07 |
| Escorpião                                                | 23 de outubro   | 14:12 |
| Sagitário                                                | 22 de novembro  | 11:32 |
| inverno no hemisfério norte e verão no hemisfério sul    |                 |       |
| Capricórnio/solstício                                    | 22 de dezembro  | 00:44 |

| UTC: Madeira, Guiné-Bissau e São Tomé e Príncipe Subtrair (-): 1 h nos Açores e Cabo Verde 2 h nas Ilhas oceânicas brasileiras 3 h em Brasília, em Goiás, na Amazônia Oriental Brasileira e no nordeste, sudeste e sul brasileiros 4 h na Amazônia Ocidental Brasileira, Mato Grosso e Mato Grosso do Sul 5 h no Acre e sudoeste do Amazonas Adicionar (+): 1 h Portugal Continental, em Angola e Guiné Equatorial 2 h em Moçambique 8 h em Macau 9 h em Timor-Leste. |
| Adicionar uma hora durante a vigência do horário de verão: Portugal Continental : Não houve horário de verão em 1969 |

| Ano completo                        |
| ----------------------------------- |
| Ano comum com início à quarta-feira |

## Eventos

### Janeiro
- 20 de janeiro - Richard Nixon toma posse como Presidente dos Estados Unidos.
- 25 de janeiro - O capitão do Exército Brasileiro, Carlos Lamarca, deserta para lutar contra a ditadura militar, levando consigo dez metralhadoras e 63 fuzis.
- 30 de janeiro - The Beatles subiam pela última vez em um palco para um concerto.

### Fevereiro
- 1 de fevereiro - Editado o Ato Institucional Número Seis no Brasil.
- 8 de fevereiro - Queda do Meteorito Allende em Chihuahua no México.

### Março
- 20 de março - Fundada no Brasil a ECT – Empresa Brasileira de Correios e Telégrafos, empresa pública que substitui a Departamento de Correios e Telégrafos – DCT.
- 24 de março - A capital do Brasil foi transferida para Curitiba, por ter sido uma das cidades que mais apoiaram a ditadura militar então vigente, entre os dias 24 e 27 de março.

### Junho
- 28 de junho - Rebelião de Stonewall.

### Julho
- 20 de julho - Neil Armstrong foi o primeiro homem a pisar a Lua, como comandante da missão Apollo 11.
- 30 de julho - Gustav Heinemann substitui Heinrich Lübke como Presidente da Alemanha, Heinemann foi também o primeiro social-democrata a ocupar o cargo desde Friedrich Ebert (Presidente da Alemanha entre 1919 e 1925) em 44 anos.

### Agosto
- 15, 16 e 17 de agosto - Aconteceu nos Estados Unidos o Festival de Woodstock, considerado o maior festival de rock and roll de todos os tempos.
- 31 de agosto - Costa e Silva sofre um acidente vascular cerebral e deixa o cargo de presidente do Brasil.

### Setembro
- 26 de setembro - Lançamento do último álbum gravado da banda The Beatles, Abbey Road.

### Outubro
- 21 de outubro - Willy Brandt substitui Kurt Georg Kiesinger como Chanceler da Alemanha
- 29 de outubro - Primeira mensagem é enviada pela ARPANET, O precursor da Internet, Essa data é considerada o nascimento da internet.
- 30 de outubro - Emílio Garrastazu Médici toma posse como presidente do Brasil por meio de eleições indiretas.

### Novembro
- 19 de novembro - A Apollo 12 pousa na Lua. Foi a segunda missão do Programa Apollo a pousar na superfície da Lua.[1]

## Nascimentos
- 20 de junho – Jiang Wenli, atriz, diretora, produtora e roteirista chinesa.
- 24 de junho – Nicodemo Gentile, advogado, escritor e personalidade televisiva italiana.

## Mortes

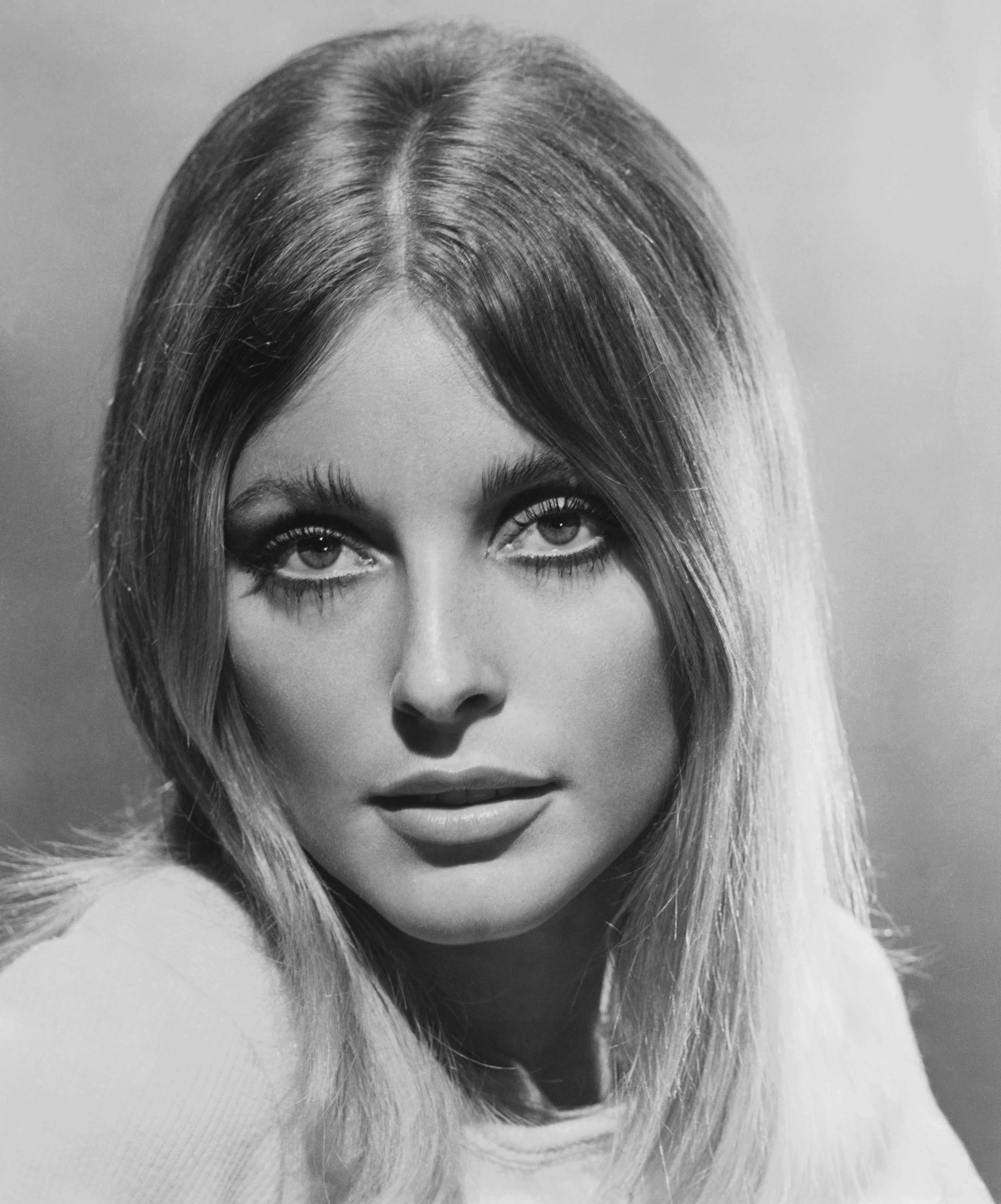
Sharon Tate

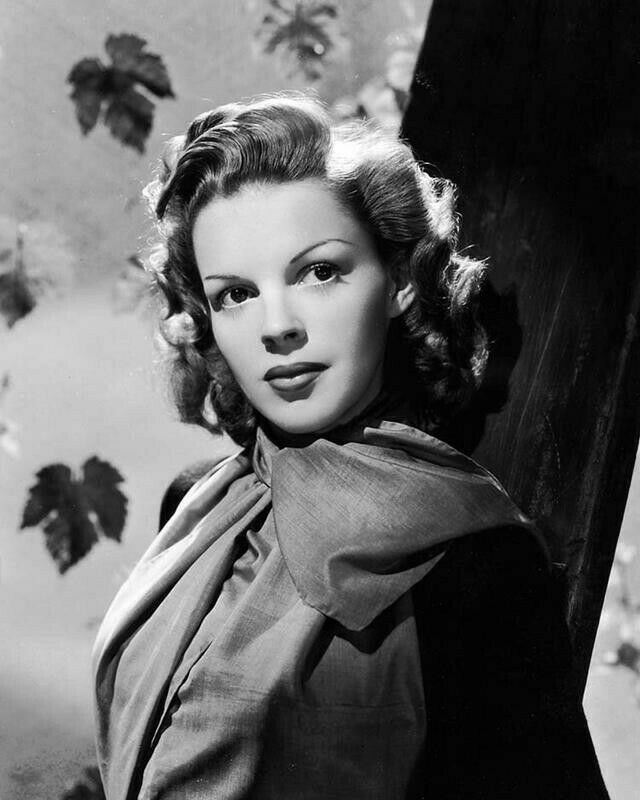
Judy Garland

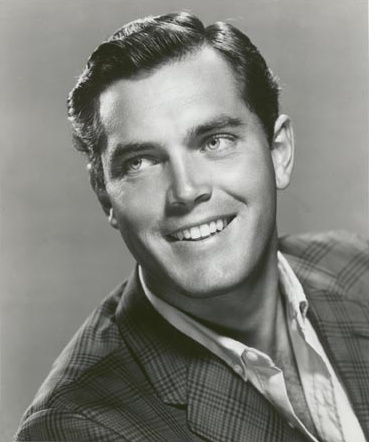
Jeffrey Hunter

- 6 de março – Óscar Osorio, presidente de El Salvador de 1950 a 1956 (n. 1910)
- 28 de março – Dwight D. Eisenhower, presidente dos Estados Unidos de 1953 a 1961 (n. 1890).
- 5 de abril – José Domingo Molina Gómez, presidente interino da Argentina em 1955 (n. 1896).
- 26 de abril – Eugénio Correia da Conceição Silva (n. 1903), militar da Armada Portuguesa, astrónomo amador e astrofotógrafo.
- 27 de abril – René Barrientos Ortuño, Vice-presidente em 1964 e presidente da Bolívia de 1964 a 1965 e de 1966 a 1969 (n. 1919).
- 27 de maio – Jeffrey Hunter, ator norte-americano (n. 1926);
- 22 de junho – Judy Garland, atriz e cantora norte-americana (n. 1922).
- 23 de junho – Chuck Taylor, basquetebolista norte-americano (n. 1901).
- 9 de agosto – Sharon Tate, atriz norte-americana (n. 1943); Jay Sebring, cabeleireiro e ex-namorado da mesma atriz (n. 1933); Abigail Folger, socialite norte-americana e herdeira da indústria do café Folger (n. 1943); Wojciech Frykowski, playboy polaco e namorado de Folger (n. 1936); e Steven Parent, 18, estudante, (n. 1951) e amigo de William Garrison, caseiro na época e o único sobrevivente do massacre. Assassinados na casa de Roman Polanski, diretor de cinema - na época, casado com Tate - pela Família Manson, em um dos crimes mais bárbaros já vistos na história dos Estados Unidos. -
- 10 de agosto – Lino LaBianca e sua esposa Rosemary também assassinados pela família Manson.
- 22 de setembro – Adolfo López Mateos, presidente do México de 1958 a 1964 (n. 1910).
- 12 de novembro – Liu Shaoqi, revolucionário e político chinês (n. 1898)
- 18 de novembro – Joseph P. Kennedy, pai do ex-presidente dos Estados Unidos, John Kennedy. (n. 1888)
- 5 de dezembro – Alice de Battenberg, sogra da rainha Elizabete II e mãe do Duque de Edimburgo (n. 1885).
- 6 de dezembro – Monteiro Libório, General português, comandante da Região Militar de Angola aquando as primeiras sublevações contra a administração portuguesa em Angola.
- 17 de dezembro – Costa e Silva, 27º Presidente do Brasil (n. 1899).
- 22 de dezembro – Enrique Peñaranda del Castillo, presidente da Bolívia de 1940 a 1943 (n. 1892).

## Prêmio Nobel
- Física - Murray Gell-Mann[2]
- Química - Derek Barton[3] e Odd Hassel[3]
- Fisiologia ou Medicina - Max Delbrück,[4] Alfred Hershey[4] e Salvador Luria[4]
- Literatura - Samuel Beckett.[5]
- Economia - Ragnar Anton Kittil Frisch[6] e Jan Tinbergen[6]
- Paz - Organização Internacional do Trabalho[7]

## Epacta e idade da Lua
| Epacta gregoriana | 14 (XIV) |
| Idade da Lua      | Letra p  |

## Por tema
- 1969 na arte
- 1969 no Brasil
- 1969 na ciência
- 1969 no cinema
- Desastres em 1969
- 1969 no desporto
- Divisões administrativas em 1969
- 1969 na informática
- 1969 no jornalismo
- 1969 na literatura
- 1969 na música
- 1969 na política
- 1969 na rádio
- 1969 no teatro
- 1969 na televisão